# Ultimas - Vlaamse Cultuurprijzen
Die Ultimas - Vlaamse Cultuurprijzen, kurz auch Ultimas (zuvor Cultuurprijzen Vlaanderen) sind Auszeichnungen, die die Flämische Gemeinschaft an Personen oder Organisationen verschiedener kultureller Ausdrucksformen vergibt.
Die Preisüberreichungen für Leistungen in Kunst, Bühne und Literatur wurden im Jahr 2003 eingerichtet. Ab 2017 ersetzen die Ultimas zusammenfassend alle bisherige Preise, wie z. B. den Vlaamse Cultuurprijs voor Podiumkunsten oder die alle drei Jahre von der Regierung Belgiens vergebenen Staatspreise, welche an Autoren von Theater, Erzählungen, Poesie, Jugendliteratur und Übersetzung vergeben werden. 
Zusammen mit der Umstellung werden weitere Kunstgattungen gewürdigt. Im Laufe der Jahre kam es auch zu Verschiebungen in den Kategorien, in denen Preise vergeben werden.

## Preise
Das Expertengremium wird von dem jeweiligen Kulturminister aufgerufen. Die Jury erstellt eine Liste mit Künstlern die im Jahr zuvor eine bemerkenswerte kulturelle Leistung erbracht haben und wählt daraus drei Kandidaten. Die Laureaten – das kann eine Person, wie auch eine Organisation sein – werden einige Wochen vor der Preisübergabe vom Minister eingeladen. Anlässlich der Ehrungsfeierlichkeiten werden diese Gewinner dann der Öffentlichkeit vorgestellt.
Mit jedem der Preise ist ein Geldbetrag von 12.500 Euro verbunden. In der Kategorie Algemene Culturele Verdienste werden von der Regionalregierung auch 20.000 Euro ausgelobt. Jeder Gewinner erhielt 2017 und 2018 zudem eine Bronzefigur (La ultima isla) aus der Hand des Künstlers Philip Aguirre, nach der auch die Preise benannt sind. 2019 bis 2021 erhielten die Ausgezeichneten eine Figur des Künstlers Stefaan Dheedene. Seit 2022 wird eine Plastik des Künstlers Daan Gielis überreicht.

## Preiskategorien
Insgesamt gibt es 15 Kategorien, von denen vier sich abwechseln. Jedes Jahr werden die Ultimas in 13 Kategorien vergeben.
- Algemene culturele verdienste (Allgemeine kulturelle Verdienste)
- Amateurkunsten
- Architectuur en Toegepaste Kunsten: (Architektur und Angewandte Künste)
- Beeldende Kunst (Bildende Kunst)
- Opkomend talent (Aufsteigendes Talent; alterniert mit Digitale Kunst)
- Digitale Kunst (alterniert mit Opkomend Talent)
- Film & Visuele Media
- Letteren (Schriftstellerei)
- Muziek
- Podiumkunsten (Darstellende Künste)
- Roerend en Immaterieel Erfgoed (Bewegliches und immaterielles Kulturerbe)
- Sociaal-Cultureel Volwassenenwerk (Sozial-kulturelle Erwachsenenarbeit)
- Publieksprijs (Publikumspreis, für alles, was nicht in die anderen Kategorien passt)
- Circus (Artistik; alterniert met Cultureel ondernemerschap)
- Cultureel ondernemerschap (Kultureller Unternehmergeist; alterniert mit Circus)